# Вертикаль и горизонталь

Рис. 1. Схематическое изображение отвесной линии (направления «зенит» и «надир»), а также горизонта («астрономический горизонт» и «видимый горизонт»).

Вертика́льная линия (или вертикаль) — линия, параллельная направлению вверх-вниз в выбранной точке. За направление вниз (надир) принимают направление силы тяжести (то есть ускорения свободного падения {\displaystyle {\vec {g}}}), а за направление вверх — противоположное силе тяжести (зенит).
Вертикальная плоскость — это плоскость, которая параллельна вертикали.
Горизонта́льная плоскость или линия — это плоскость или линия перпендикулярная вертикали и параллельная плоскости астрономического горизонта в выбранной точке.
В практической деятельности вертикальность или горизонтальность определяется при помощи таких приборов как теодолит, отвес, уровень, угломер.

## История
Исторически понятия вертикали и горизонтали, а также соответствующие им плоскости возникли в процессе геометризации и координатизации человеком окружающей его земной поверхности.
Отвес известен человечеству с незапамятных времён и представляет собой приспособление, состоящее из тонкой нити и грузика на её конце, позволяющее судить о правильном вертикальном положении и служащее для вертикальной юстировки. Под действием силы тяжести нить принимает постоянное направление (отвесная линия).
Использование отвеса, надо предполагать, возникло в Египте при построении зданий. Найдены отвесы времён конца Третьей династии.
Египтяне изобрели инструмент, напоминающий букву E, от которого отвесная линия была подвешена к верхней внешней части E. Проверка на вертикальность поверхности достигается путём прикладывания к ней отвеса. Положение поверхности вертикально, если нить прикасается к нижнему выступу отвеса, оставаясь при этом ровной. Как ни странно, этот полезный инструмент, по-видимому, был забыт на многие века и вновь появился только в наше время.
В эллинистический период совокупность знаний о землемерии разделилась на геометрию и геодезию, которые впоследствии дали жизнь многообразным прикладным и теоретическим наукам, которые существуют в современности.

## Вертикально и горизортальное положение
Вертикальное положение – это ориентация объекта или поверхности, при которой они направлены вверх, перпендикулярно горизонтальной плоскости. Термин «вертикальный» происходит от латинского слова verticalis, что означает «направленный к вершине». В повседневной жизни, архитектуре, технике и науке вертикальное положение играет ключевую роль, обеспечивая устойчивость, симметрию и функциональность различных конструкций и объектов. 
Горизонтальное положение—это расположение объекта или поверхности параллельно горизонтальной плоскости Земли. Это означает, что они не имеют наклона вверх или вниз, а находятся на одном уровне с горизонтом. В отличие от вертикального положения, которое перпендикулярно горизонту, горизонталь помогает создать устойчивость и равновесие. 

## Обобщения без учёта силы тяжести

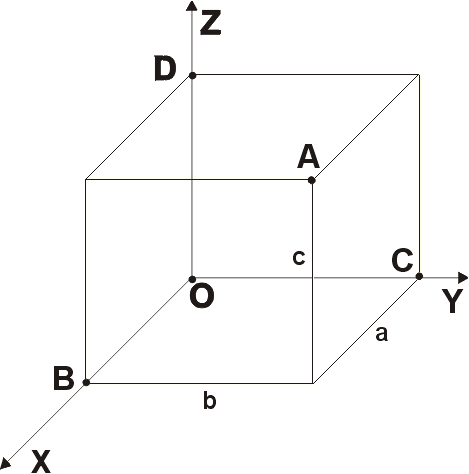
Декартова система координат

Вертикаль и горизонталь а также соответствующие им плоскости в качестве базовых понятий начертательной геометрии и в инженерной графике могут описывать объекты, находящиеся вне действия силы тяжести (например, на МКС. где сила тяжести компенсирована центробежной силой), либо объекты, которые в процессе эксплуатации меняют свою ориентацию относительно горизонтали и вертикали (элементы водных судов, автотранспорта и т. п.)

## В математике
При введении декартовой системы координат в трёхмерном пространстве, как правило, в качестве оси {\displaystyle OZ} выбирают вертикальное направление вверх. Соответственно горизонтальной плоскостью является плоскость {\displaystyle OXY}.